# 13구역: 크로스 파이어
13구역: 크로스 파이어(Les Insoumis)는 2008년 개봉한 프랑스의 영화이다. 13구역의 속편이 아니다.

## 출연

### 주연
- 리샤르 베리
- 파스칼 엘비